# Anna Kożnikowa
Anna Kożnikowa (ros. Анна Сергеевна Кожникова, ur. 10 lipca 1987) – rosyjska piłkarka grająca na pozycji obrońcy, zawodniczka krasnoarmiejskiej Rossijanki i reprezentacji Rosji, uczestniczka Mistrzostw Europy w Piłce Nożnej Kobiet 2009.